# Alf Underwood
Alfred Underwood-detto Alf- (Hanley, 1869 – Stoke-on-Trent, 8 ottobre 1928) è stato un calciatore inglese, di ruolo difensore.

## Carriera

### Club
Trascorse tutta la carriera in Inghilterra.

### Nazionale
Conta due presenze in Nazionale.